# 西北考文垂 (英國國會選區)

選區在西密德蘭郡的位置

西北考文垂（英語：Coventry North West），英國國會一自治市選區，包括西密德蘭郡的考文垂西北部。設於1974年。
本區一直支持工黨。1976年起任議員的傑弗里·羅賓森在2010年大選中以42.8%選票勝出該區連任。